# Václav Neužil (Schauspieler, 1921)
Václav Neužil (* 24. September 1921 in Dvůr Králové nad Labem; † 4. September 1989 in Pilsen) war ein tschechoslowakischer Schauspieler.

## Leben
Václav Neužil war von 1947 bis 1967 und nach einer zweijährigen Zeit am Divadlo za bránou in Prag wiederum von 1969 bis zu seinem Tod 1989 Ensemblemitglied am Divadlo Josefa Kajetána Tyla.
Nachdem er bereits Mitte der 1940er Jahre sein Leinwanddebüt gab, war Neužil ab Anfang der 1960er Jahre regelmäßig beim Tschechischen Film zu sehen. So wirkte er in fast 40 Film- und Fernsehproduktionen mit. Er war unter anderem in Filmen wie Die Brücke von Remagen, Das Mädchen und der schwarze Hengst und Schüsse in Marienbad zu sehen.
Neužils Enkel ist der gleichnamige Schauspieler Václav Neužil.

## Filmografie
- 1951: Um zwei Minuten (Karhanova parta)
- 1952: Ganze Kerle (Milujeme)
- 1962: Das Mädchen und der schwarze Hengst (Trápení)
- 1963: Das Geheimlabor (Mykoin PH 510)
- 1964: Hoffnung (Naděje)
- 1969: Die Brücke von Remagen (The Bridge at Remagen)
- 1974: Menschen der Metro (Lidé z metra)
- 1973: Schüsse in Marienbad (Výstřely v Mariánských Lázních)
- 1975: Leben auf der Flucht (Život na úteku)
- 1976: Die Entscheidung des Ingenieurs Turna (Hřiště)
- 1980: Die Kriminalfälle des Majors Zeman (30 případů majora Zemana, Fernsehserie, eine Folge)
- 1981: Der älteste aller Spatzen (Nejstarší ze vsech vrabců)
- 1983: Und das Leben ist voller Träume (Vítr v kapse)
- 1987: Fäuste im Dunkeln (Pěsti ve tmě)
- 1989: Täter unbekannt (Dobrodruzství kriminalistiky, Fernsehserie, eine Folge)